# ستيف كوهن (لاعب جمباز فني)
ستيف كوهن (بالإنجليزية: Steve Cohen)‏ هو لاعب جمباز فني أمريكي، ولد في 1946 في فيلادلفيا في الولايات المتحدة.

## روابط خارجية
- ستيف كوهن على موقع الاتحاد الدولي للجمباز (biography) (الإنجليزية)
- ستيف كوهن على موقع اللجنة الأولمبية الدولية (الإنجليزية)
- ستيف كوهن على موقع أوليمبيديا (الإنجليزية)